# Jankowskia fuscaria
Jankowskia fuscaria là một loài bướm đêm trong họ Geometridae.